# Panafrikanische Farben

Die panafrikanischen Farben
Grün, Gelb und Rot

Flagge der UNIA (1920)

Die panafrikanischen Farben sind Grün, Gelb und Rot. Sie werden in vielen afrikanischen Nationalflaggen verwendet und drücken das Zusammengehörigkeitsgefühl dieser Nationen aus. Häufig wird auch Schwarz verwendet, nach den klassischen Farben der Back-To-Africa-Bewegung von Marcus Garvey (Rot, Schwarz und Grün). Auch das Emblem der Afrikanischen Union verwendet die panafrikanischen Farben (mit Gold statt Gelb).

## Geschichte

Flagge Äthiopiens

Flagge Ghanas

Flaggen Afrikas

Vorbild für die panafrikanischen Farben waren die Farben Äthiopiens, des einzigen unabhängigen Landes Afrikas, die schon im 19. Jahrhundert verwendet wurden und wohl durch Vereinigung dreier Wimpel entstanden waren, und die Flagge Ghanas, bei der der panafrikanische Gedanke erstmals bewusst zum Ausdruck kam.
Äthiopien ist der älteste unabhängige Staat Afrikas. Zwischen 1894 und 1898 wurden die in der koptischen Volkskunst beliebten Farben Grün, Gelb und Rot in einer waagerecht gestreiften Trikolore nach europäischem Vorbild zusammengefügt. Die offizielle Deutung der einzelnen Farben lautet:
- Grün steht für die Fruchtbarkeit des Heimatbodens.
- Gelb steht für die Liebe zum Vaterland.
- Rot steht für das Blut, das für das Heimatland vergossen wurde.

Im Kaiserreich war den Farben folgende Bedeutung zugeschrieben:
- Grün war das Symbol des Landes
- Gelb stand für die Kirche, Frieden und natürlichen Reichtum
- Rot war die Farbe der Kraft und des Blutes der Patrioten

Manches spricht dafür, dass die äthiopische Flagge das Vorbild für die panafrikanischen Farben gewesen ist. Ihr relativ hohes Alter, ihre Rolle als Symbol des ältesten Staatswesens auf afrikanischem Boden, ihre eingängige Sinngebung, die auch auf andere Länder übertragen werden konnte, mag diese Übernahme erleichtert haben.
Mit der Erlangung der Unabhängigkeit im Jahr 1957 übernahm Ghana eine neu geschaffene Nationalflagge mit der umgekehrten Reihenfolge, die eine Umwandlung der Parteiflagge der Convention People’s Party (CPP) des Präsidenten Kwame Nkrumahs war. Diese Farben kehrten auch in der Einheitsflagge der zwischen Ghana und Guinea im Jahr 1958 vereinbarten Union afrikanischer Staaten wieder.
Die Flaggen der Zentralafrikanischen Republik und Südafrikas zeigen die panafrikanischen Farben zusammen mit den klassisch europäischen Farben Rot, Weiß und Blau. Die Zentralafrikanische Republik verweist damit auf die Trikolore der Kolonialmacht Frankreich, in Südafrika will man so neben der schwarzen auch der weißen Bevölkerungsgruppe Rechnung tragen.

## Christentum in Afrika
Ausgehend von der Äthiopisch-Orthodoxen Tewahedo-Kirche wird im afrikanischen Christentum auch folgende Deutung verwendet. Diese bezieht sich auf die christliche Dreifaltigkeit und die christlichen Tugenden.
Danach steht,
- Grün für den Heiligen Geist und die Hoffnung
- Gelb für Gott-Vater und die Nächstenliebe
- Rot für Gottes Sohn und den Glauben

## Afroamerikanische Populärkultur und Folklore

Kwanzaa-Leuchter (Kinara)

Beim afroamerikanischen Fest Kwanzaa wird an jedem der sieben Tage eine Kerze im Kinara genannten Kerzenhalter entzündet. Diese stehen einerseits für die sieben Kwanzaamottos, andererseits für Afrika. Dabei handelt es sich idealerweise, um drei rote, drei grüne und eine schwarze (anstelle einer gelben).

## Rastafari

Äthiopische Flagge zur Zeit Haile Selassies

Die panafrikanischen Farben sind auch die Farben der Religion der Rastafari, die den letzten äthiopischen Kaiser Haile Selassie als Erlöser verehren.
Beeinflusst wurde dies durch eine Prophezeiung von Marcus Garvey in den 1920er Jahren, in der ein mächtiger schwarzer König in Afrika vorausgesagt wurde. Die Krönung Haile Selassies zum Kaiser von Äthiopien im Jahr 1930, nach einem Putsch der christlich-orthodoxen Aristokratie, sah man als Erfüllung der Prophezeiung an. Der Begriff Rastafari leitet sich vom Geburtsnamen Haile Selassies, nämlich Ras Tafari Makonnen ab.
Die drei Farben symbolisieren:
- „Mutter“ Afrika (grün),
- den Reichtum der afrikanischen Bevölkerung, der durch die Imperialisten ausgebeutet wurde (gelb)
- und das Blut der Menschen, das dadurch vergossen wurde (rot).

## Flaggen mit den panafrikanischen Farben
Folgende Nationalflaggen zeigen die panafrikanischen Farben (zum Teil mit anderen Farben kombiniert):
| Staat / Lage                 | Flagge | Anmerkungen |
| ---------------------------- | ------ | --- |
| Äthiopien                    |        | Die Flagge Äthiopiens entstand wahrscheinlich durch die Vereinigung dreier Wimpel in den in Äthiopien beliebten Farben grün, gelb und rot (die in Anlehnung an die Flagge Äthiopiens auch die Panafrikanischen Farben wurden). |
| Benin                        |        | Die Flagge Benins wurde 1958 als Flagge des damaligen, von Frankreich autonom gewordenen Dahomey eingeführt und auch nach der Unabhängigkeit 1960 beibehalten. Zur Zeit der Militärdiktatur (1975 bis 1990) wurde sie durch eine grüne mit rotem Stern ersetzt und danach wiederhergestellt. |
| Burkina Faso                 |        | Die Flagge Burkina Fasos wurde 1984 offiziell eingeführt. Rot steht für das von den Märtyrern der Revolution vergossene Blut, Grün für die Fruchtbarkeit des Landes und der gelbe Stern ist der symbolische Leitstern für die demokratische Volksrevolution. |
| Eritrea                      |        | Die Flagge Eritreas wurde 1993 eingeführt. Grün steht für die Fruchtbarkeit des Landes bzw. die Landwirtschaft, Blau steht für den Meeresreichtum, Rot steht für das vergossene Blut des Freiheitskampfs. |
| Ghana                        |        | Vorbild der Flagge Ghanas war die Flagge Äthiopiens, deren Farbgebung umgekehrt wurde. |
| Grenada                      |        | Die Flagge Grenadas wurde 1974 eingeführt. Rot steht für Harmonie und Einheit und weist auf den Mut hin, der für die Erlangung der Unabhängigkeit nötig war, Gelb steht für die Sonne und die Freundlichkeit der Einwohner und gleichzeitig für die Weisheit und Grün drückt die Fruchtbarkeit der Landwirtschaft aus, der volkswirtschaftlichen Basis des Landes. Grenada liegt nicht in Afrika. |
| Guinea                       |        | Die Flagge Guineas ist der französischen Trikolore entlehnt, da das Land bis zu seiner Unabhängigkeit im Jahre 1958 französische Kolonie war. |
| Guinea-Bissau                |        | Die Flagge Guinea-Bissaus ging aus der Fahne der Unabhängigkeitsbewegung PAIGC (Partido Africano da Independência da Guiné e Cabo Verde) hervor, welche die panafrikanischen Farben Rot-Gelb-Grün verwendete. Nach Erlangung der Unabhängigkeit im Jahre 1973 wurde der Schriftzug PAIGC unter dem schwarzen Stern entfernt. |
| Jamaika                      |        | Die Flagge Jamaikas wurde 1962 eingeführt. Grün steht für die Hoffnung und für die Landwirtschaft, Gelb bzw. Gold symbolisiert die reichen Naturschätze Jamaikas und die Schönheit des Sonnenlichts und Schwarz erinnert an die schweren Tage der Vergangenheit und an die Gegenwart (Armut). Jamaika liegt nicht in Afrika. |
| Kamerun                      |        | Vorbild für die senkrecht geteilte Flagge Kameruns ist die französische Trikolore. |
| Kenia                        |        | Die Flagge Kenias wurde 1963 eingeführt. Schwarz steht für das schwarze Volk, Rot steht für das dabei mit viel Mut und Tapferkeit vergossene Blut, Grün für die Felder und Wälder des Landes und Weiß für den Frieden zwischen der Vergangenheit und der Zukunft der Schwarzen in Afrika und die Einheit der Völker. |
| Libyen                       |        | Die Flagge Libyens wurde ursprünglich 1951 eingeführt und, nach einer Phase mit 2 panarabisch und mit einer islamisch geprägten Flagge, 2011 wiederhergestellt. Rot steht für das Blut im Kampf gegen den italienischen Kolonialismus, Grün für Wohlstand und Schwarz für das Königshaus. |
| Republik Kongo               |        | Die Flagge der Republik Kongo wurde ursprünglich 1959 eingeführt und, nach einer Phase mit einer sozialistisch geprägten Flagge, 1991 wiederhergestellt. |
| Malawi                       |        | Die alte Flagge Malawis von 2010 bis 2012 zeigte eine komplette, weiße Sonne, damit sollte der Fortschritt in der Entwicklung des Landes seit der Unabhängigkeit symbolisiert werden. Schwarz steht für das Volk auf dem afrikanischen Kontinent, Rot steht für das Blut der Märtyrer, das im Freiheitskampf vergossen wurde und Grün steht für die üppigen Wälder Malawis. |
| Mali                         |        | Die Flagge Malis ist an die französische Trikolore angelehnt, und erinnert an die französische Kolonialzeit. Die ursprüngliche Flagge der Malis wurde am 4. April 1959 angenommen, und trug in der Mitte eine schwarze Menschenfigur, das so genannte Kanaga-Symbol. |
| Mauretanien                  |        | Die Farben der Flagge Mauretaniens Grün, Gelb und Rot verweisen auf den beträchtlichen Anteil der schwarzafrikanischen Bevölkerung. Die Farbe Grün und der Halbmond symbolisieren den Islam, die Hauptreligion des Landes. Die 2017 hinzugekommenen Streifen symbolisieren das Blut derer, die für die Unabhängigkeit Mauretaniens kämpften. |
| Mosambik                     |        | Die Flagge Mosambiks basiert auf der alten Flagge der Freiheitsbewegung FRELIMO (Frente de Libertação de Moçambique). |
| Sambia                       |        | Die Flagge Sambias wurde 1964 eingeführt und basiert auf den Farben der United National Independence Party. Grün steht für die Felder und Wälder, die die größte Fläche des Staatsgebietes einnehmen; Orange symbolisiert die Mineralschätze, insbesondere das Kupfer; Schwarz ist die Hautfarbe der Bevölkerung und Rot erinnert an den Kampf zur Erlangung der Freiheit. |
| St. Kitts und Nevis          |        | Die Flagge von St. Kitts und Nevis wurde 1983 eingeführt. Grün steht für die Fruchtbarkeit, Rot erinnert an den Kampf gegen Sklaverei und Kolonisation zur Erlangung der Freiheit, Schwarz steht für das afrikanische Erbe des Landes und Gelb symbolisiert den ganzjährigen Sonnenschein. St. Kitts und Nevis liegt nicht in Afrika. |
| São Tomé und Príncipe        |        | Die Flagge von São Tomé und Príncipe basiert auf der 1972 eingeführte Flagge der Unabhängigkeitsbewegung MLSTP. |
| Senegal                      |        | Die Flagge des Senegal stammt aus einer Zeit, als Senegal und Französisch-Sudan Anfang 1959 die so genannte Mali-Föderation bildete. Im gelben Streifen war zu dieser Zeit eine stilisierte schwarze Menschenfigur. Als der Senegal aus dieser Föderation ausstieg und Republik wurde, ersetzte man den Menschen durch einen grünen Freiheitsstern. Die Streifenflagge ist offensichtlich von der französischen Trikolore inspiriert und drückt die Verbundenheit mit Ghana und Guinea aus.                                                                                              |
| Simbabwe                     |        | Die Flagge Simbabwes zeigt sieben Balken in den Farben Grün, Gold, Rot, Schwarz, Rot, Gold, Grün und vom Schaft abgehend ein weißes, schwarzgerändertes eingesprengtes Dreieck mit einem roten fünfstrahligen Stern, belegt mit einem goldenen, nistenden und zum Schaft gewendeten Vogel. |
| Südafrika                    |        | Die Flagge Südafrikas wurde 1994 eingeführt. Rot steht für das Blut, welches während der Befreiungskämpfe vergossen wurde, Blau für die beiden Ozeane und den Himmel und Weiß für die weiße Bevölkerung und für den Frieden. Eine weitere Interpretation ist, dass das Schwarz für die schwarze Bevölkerungsmehrheit steht, das Grün für die Naturreichtümer und das Gelb (bzw. Gold) für den Reichtum an Bodenschätzen. |
| Südsudan                     |        | Die Flagge des Südsudan wurde 2011 eingeführt. Schwarz steht für die Bevölkerung Afrikas; Weiß für den Frieden, der viele Leben gekostet hat; Rot für das Blut der ehrenhaften Freiheits- und Gerechtigkeitskämpfer, die ihr Leben in den vielen Jahren des Konflikts ließen; Grün für das landwirtschaftliche Potential der fruchtbaren Böden und die äquatoriale Vegetation, die den Südsudan schmücken; Blau für den Nil, die Hauptquelle für Leben, nicht nur für den Südsudan, sondern auch für den Norden bis nach Ägypten und der Stern für die Einheit des Staates des Südsudan. |
| Togo                         |        | Die Flagge Togos ging aus einem Flaggenwettbewerb hervor. Die Sieger Ahyi Paul und ein weiterer Landsmann wählten bewusst die panafrikanischen Farben. |
| Tschad                       |        | Die Flagge des Tschad ist eine Kombination aus französischer Trikolore und panafrikanischen Farben. |
| Zentralafrikanische Republik |        | Die Flagge der Zentralafrikanischen Republik ist ebenfalls eine Kombination aus französischer Trikolore und panafrikanischen Farben. |

Auch einige historische Flaggen verwendeten die panafrikanischen Farben:

Flagge des Kaiserreichs Abessinien (1897–1936, 1941–1974)
Flagge der Derg (1974–1987)
Flagge der Demokratischen Volksrepublik Äthiopien (1987–1991)
Biafra (1967–1970)
Haiti (1964–1986)
Kap Verde (1975–1992)
Volksrepublik Kongo (1970–1991)
Mali-Föderation (1959–1961)
Malawi 2010–2012
Königreich Ruanda 1959–1962
Ruanda (1961–2001)
Flagge Süd-Kasai (1960–1961)
Zaire (1971–1997)

## Sonstiges Grün, Gelb und Rot
Verschiedene Länder benutzen die Farben Grün, Gelb und Rot, ohne dass sie auf eine Verbindung zu Afrika zurückgehen. Teilweise sind die Bedeutungen „Vegetation, Reichtum und Blut“ identisch, teilweise gibt es lokale Gründe für die Farbwahl.

Flagge Boliviens
Flagge Dominicas
Flagge Guyanas
Flagge Litauens
Flagge Myanmars
Flagge Portugals
Flagge Surinames
Flagge Tadschikistans
Flagge Vanuatus
Flagge Kurdistans